# Draga (gmina Škofja Loka)
Draga – wieś w Słowenii, w gminie Škofja Loka. W 2018 roku liczyła 130 mieszkańców.